# ロイド・ライト
ロイド・ライト（Lloyd Wright）
1. フランク・ロイド・ライト
2. フランク・ロイド・ライトの息子。本項で解説

フランク・ロイド・ライト・ジュニア（Frank Lloyd Wright Jr. 1890年3月31日–1978年5月31日）は、一般にロイド・ライト（Lloyd Wright）として知られ、主にロサンゼルスと南カリフォルニアで活動したアメリカ人建築家 、彼はロサンゼルスの様々なプロジェクト（1922年 - 24年）をこなしたランドスケープアーキテクトであり、代表作にはハリウッド・ボウル（1926年 - 28年）シェルター、カリフォルニア州のランチョ・パロス・ヴェルデス （1946年 - 71年）スヴェーデンボリ記念チャペル （またはWayfarer's Chapel）  などがある。
名前は自身のさらに有名な父親、 フランク・ロイド・ライトとしばしば混同される。

## 初期
1890年3月31日にロイドライトジュニア（以下ライト）は有名な建築家ライトシニア、そしてライトシニアの最初の妻、キャサリンリー "キティ"トビン - ライトの間にイリノイ州オークパークで生まれた息子だった。彼は夫婦の長男で、ウィスコンシン州スプリンググリーンの父親の家やスタジオで過ごした。父が1909年にイタリアに引っ越した後ヨーロッパ旅行する前には、農業と工学についての2年間のコースワークを、ウィスコンシン大学マディソン校で短期間聴講出席している 。
1911年、ライトはマサチューセッツ州ボストンにあったランドスケープコンサルタント、オルムステッド事務所（Olmsted・and・Olmsted社）に入社、そこで植物学と園芸を専門としていた。 その後、 1915年のパナマ - カリフォルニア博覧会のランドスケープデザインの担当として建築家のBertram Goodhue 、 Carleton Winslow 、およびIrving Gillの支援のため、カリフォルニア州サンディエゴに派遣される 。このとき博覧会で手掛けた主要な建物や庭園はまだバルボア公園に残っている。ランドスケープデザインの経験は彼をロサンゼルスの建築家William J. Doddや、サンディエゴのIrving Gillと協働するきっかけとなる。1910年代半ばに、ライトはオルムステッド事務所の同僚であるポール・ティエンとランドスケープ・パートナーシップを結び、その後1916年に開業。1919年彼の父は日本の帝国ホテル設計に従事、このためルドルフ・シンドラーの建設監督するホリホック・ハウスのしごとを建築家としての責任の一部を委任。日本の帝国ホテルに従事している  同時期にその家、石油資産家の相続人であり慈善家であるアライン・バーンズドールAline Barnsdallの家の依頼も受けていたのである。
ライトは1920年に独立して、キャリアを開始。 1922年、彼はパラマウント映画のプロダクションデザイナーとして、 ダグラス・フェアバンクス版のRobin Hoodの大規模な城と12世紀の村のセットを担当 。1922年12月には、ライトは父による、ロサンゼルス地域 で有名な多くの駆体がコンクリートブロックの繰り返しパターンが連なる「テキスタイルブロック」の家であるハリウッドのヘンリー・ボールマンハウスの建築計画を作成し、1923年から1926年まで、若いライトはこれらの4つの家の実現、そして「テキスタイルブロック」システムの特許を取得し建設技術へと進化させるという野心的な試みに引き込まれる。最初のものは、ロイドが敷地をデザインしたカリフォルニア州パサデナで1923年に手掛けたミラード邸で、1926年に隣接するスタジオビルに寄贈。ロイドライトは次の3邸のため建設マネージャーを務める： Storer House （1923）、 Samuel Freeman House （1923）、そしてEnnis House （1924）。 ロイドライトは仕事で各敷地敷地往復に追われ、電信で父親と連絡を取り合うなどタリアセンからの建設的な支援はほとんど受けていないため、すべて状況が困難なしごとと化していた。

## 独立した仕事
1920年代半ばから後半にかけて、ライトはロサンゼルスのハリウッド地区とロスフェリス地区にいくつもの家を設計し、竣工させていた。ロイドライトの最初の住居作タグガートハウスは、彼の2番目の妻、ヘレン・タグガルト、の母親のために建てられ、場所はグリフィスパークの街の隣に位置する。ロサンゼルス歴史文化記念碑に登録されている。 もう一つの重要なプロジェクトは、映画スターであるラモン・ノヴァロのマネージャーのための、丘の中腹に位置する家、それからノヴァロ自身が住居を取得したときの改修と拡張である。ドラマティックで演劇的なマヤ風のジョン・ソウデン・ハウスは彼の手掛けたもので最も象徴的な建造物となり、通常は彼の最高傑作と見なされています。彼はまた1920年代にウェスト・ハリウッドで、1階のスタジオと2階の住居でコンクリートブロックを使って自分の家を設計して建てている。

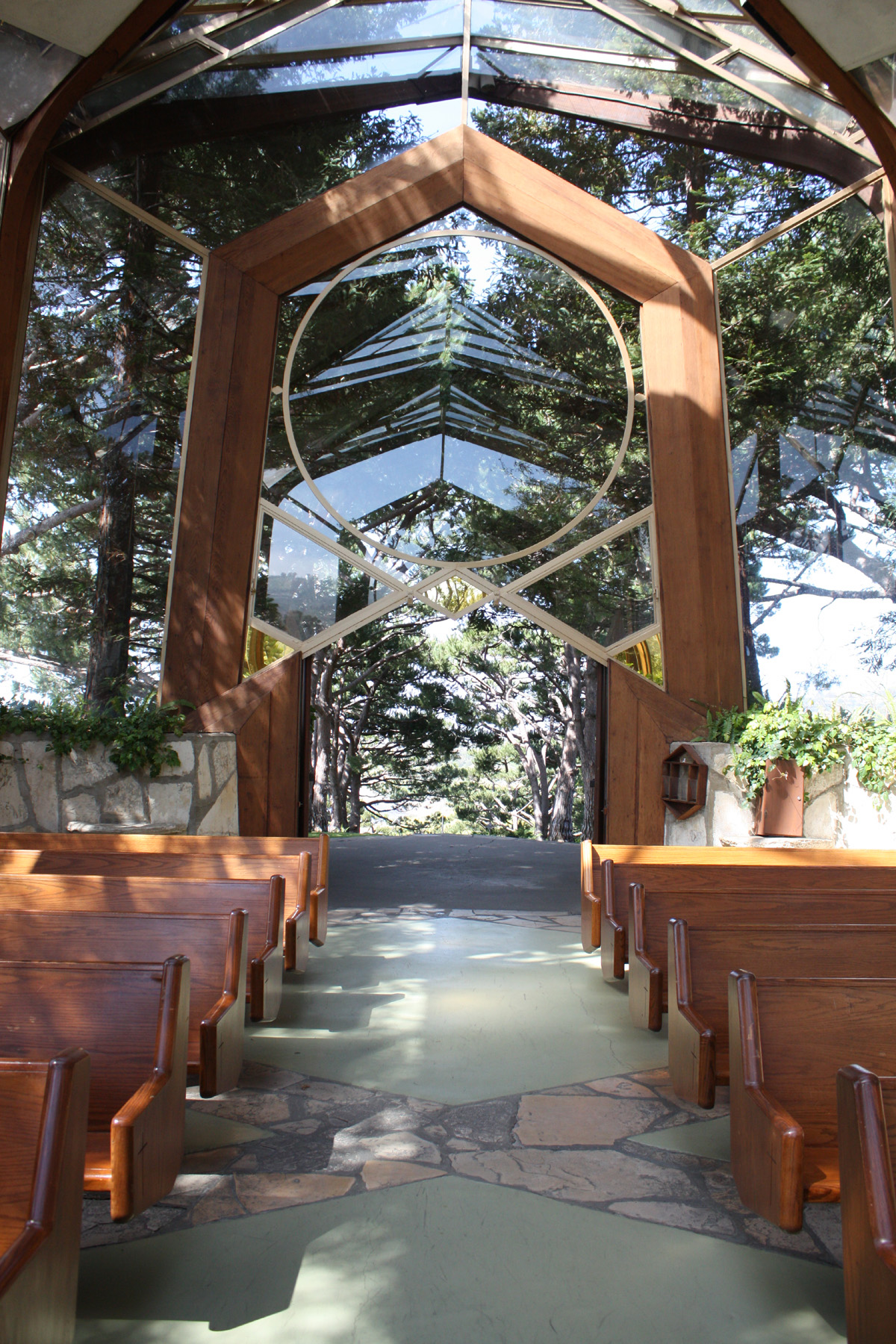
ランチョパロスベルデス、1951年に海岸の道の礼拝堂チャペル

彼はまたハリウッド・ボウルで2代と3代のバンドシェルをデザインした。 Allied Architectsグループによって設計されたオリジナルである1926年製シェルは、視覚的にも音響的にも受け入れられないと考えられていたのである。ライトの1927年の砲弾はピラミッド型で、南西アメリカのインディアン建築を思わせるデザインでした。チャールズ・ムーア によると、それはRobin Hood制作の残り物から作られたという。その音響学は一般的にボウルの歴史の中で最も優れたシェルと見なされていた。 しかし、その外観はあまりにも前衛的、あるいは単に醜いものと考えられており、シーズンの終わりには取り壊された。彼の1928年作品、木の貝殻は、現在おなじみの同心円状のモチーフを持ち、120度の円弧を覆い、そして容易に分解されるように設計されている。残念なことにそれは水害によって放置、台無しにされ、2003年終わりまで立っていたが、1929 Allied Architectsシェルとおなじ道を進んでいった。
1927年に、ライトは2つのユニットでできた自分のための住居を建てた。 2,413平方フィート（224.17平方メートル）のリビングスペースには、リビングルーム、暖炉、木製の床のある2階の住居を備える。ジョシュア・ツリーの地に様式化されたデザインで連動するブロックが窓をいくつかオーバーレイする  が、芸術家としてのピークに達していたので、大恐慌時ライトの会社は失速。多くの建築家にとっては、トータルデザインではなくリモデリングが1930年代の仕事の主流になる。彼の戦後のデザインはより表現的になり、以前のモダニスト建築にあった感が弱まっていた。
米国のロイドライト建築の最も大きいコレクションは、ジョシュア・ツリーの町の隣に広大に広がる モハーヴェ砂漠サイトに置かれた、Mentalphysicsの研究所の建物がジョシュア・ツリー国立公園の東フェーズに（1946-1957）築かれている 。

## その後の仕事
彼の最もよく知られているプロジェクトであるウェイフェアズ（Wayfarers）チャペルは「ガラスの教会」として知られ、屋内と屋外の構造は、ガラスでほぼ完全に作られている。スウェーデンボリジャン（Swedenborgian）を見下ろす、太平洋上パロスベルデス半島 に1951年に建てられたが、敷地計画と植栽デザインは造園家としての彼の才能と経験を表している。彼は植えられたRedwoods（ Sequoia sempervirens セコイア）が抱擁する木立をつくりだした 。 Wayfarerの礼拝堂は、 国家歴史登録財に記載されている 。 
 チャペルを囲む木々が成長すると、それらは骨組みとなり、必然的にそれに隣接する成長している木々から生じる木の形と枝の一部になります。 自然の成長、空、そして向こうの海が彼らの環境の定義になるように、私はガラスを使いました。 これは、会衆に奉仕の保護を提供すると同時に、内部空間と同様に外部の感覚を生み出すためである。 
 彼の最後のプロジェクトの中には、ランチョ・パロス・ヴェルデスで屋根のひれを投影するために青いグラスファイバーを使用した "バードオブパラダイス"ハウスとして知られる1963年のジョンP.ボウラーハウス、そしてハンティントンビーチで 1970年、ショッピングセンターのマスタープランと建築設計やロングビーチ南のワーナーストリートとスプリングデールストリート がある。

## 私生活
1922年、ライトは女優兼アーティストのエレイン・ハイマン（ Kyra Markhamとして知られる）と結婚したが、1925年に離婚した。
翌年、ライトは依頼人の娘であるヘレン・タガートと結婚した（当時7歳の息子ルパート・ポールは後にアナイス・ニンと結婚する）。 1929年、ロイドライトとヘレンは後の建築家のエリック・ロイド・ライトの両親になる。 ロイド・ライトは1978年にカリフォルニア州サンタモニカで亡くなる。ロイドライトと彼の作品についての包括的なモノグラフ、 "ロイドライト、フランクロイドライトJr.の建築"は、彼のプロジェクトの広範な記録と現代の写真ドキュメンテーション 。

## 代表作品

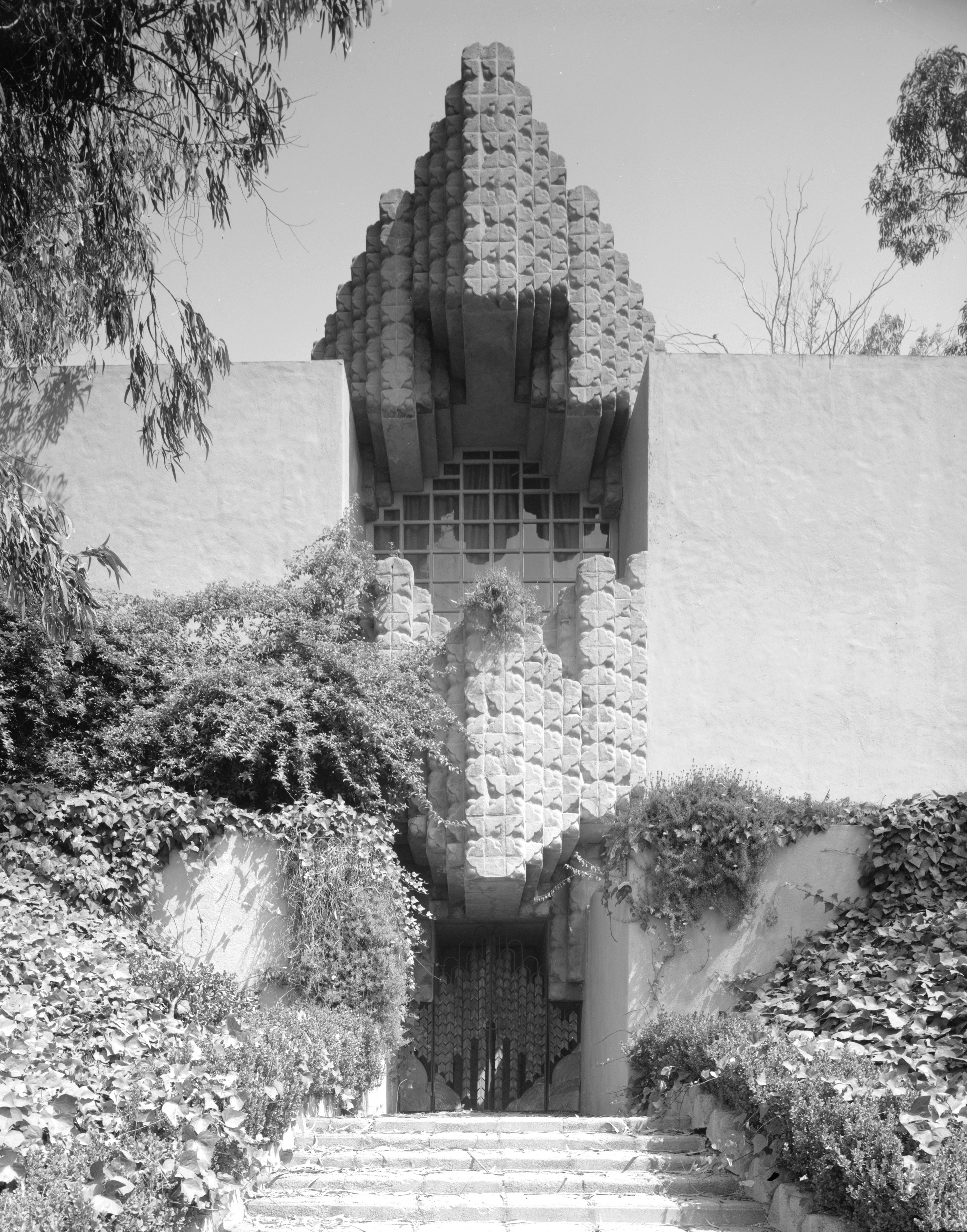
ソウデンハウスのビンテージ画像

- 1922、Otto Bollman House、2200 Broadview Terrace、 ハリウッド、ロサンゼルス、カリフォルニア
- 1922-24、Martha Taggart House、5423ブラックオークドライブ、 ロスフェリス、ロサンゼルス、カリフォルニア州
- 1923、ミラード邸（Millard House） 、645 Prospect Crescent、 パサデナ、カリフォルニア　ランドスケープデザイン
- 1923-25、オアシスホテル、139サウスパームキャニオンドライブ、 パームスプリングス、カリフォルニア州 （部分的に焼失）
- 1926、 John Sowden House 、5121 Franklin Avenue、ロスフェリス、ロサンゼルス、カリフォルニア
- 1926、ミラードハウススタジオ、645プロスペクトクレセント、パサデナ、カリフォルニア
- 1926年、 ファレルハウス
- 1927、 Lloyd Wright Home and Studio 、858 North Doheny Drive、 ウェストハリウッド、ロサンゼルス、カリフォルニア
- 1928、Samuel-Novarroハウス、2255ヴェルデオークドライブ、ロスフェリス、ロサンゼルス、カリフォルニア
- 1926 - 28年、 ハリウッド・ボウルシェル、2301ノースハイランドアベニュー、 ハリウッドヒルズ、ロサンゼルス、カリフォルニア州 （破壊） [18]
- 1942、 ラモーナガーデン 、 ボイルハイツ、ロサンゼルス、カリフォルニア州 （他と） [19]
- 1946、 Hollyhock Houseの改修、4800 Hollywood Boulevard、 East Hollywood、ロサンゼルス、カリフォルニア州 [20]
- 1946-1957、ジョシュアツリーリトリートセンター、59700トゥウェンティナインパームスハイウェイ、 ジョシュアツリー、カリフォルニア
- 1948年、 カリフォルニア州ビバリーヒルズ Jascha Heifetz HouseおよびTeaching Studioは、ロサンゼルスのダウンタウンにあるColburn Schoolの一部として再建 [21]
- 1951、 Wayfarers Chapel 、5755パロスベルデスドライブサウス、 ランチョパロスベルデス、カリフォルニア州
- 1959、ムーアハウス、 カリフォルニア州パロスベルデスエステーツ （2012年解体） [22]

## ソース
- （In）この記事の一部または全体は英語版のウィキペディアの記事「 Lloyd Wright 」からのものです（ 著者一覧を参照 ） 。